# RCA-stik
RCA-stikket  er en type elektrisk stik, der almindeligvis bruges til at overføre lydsignaler og videosignaler. RCA-stikket kaldes også et RCA-phono-stik og phono-stik. Navnet RCA stammer fra firmaet Radio Corporation of America, som introducerede designet i 1930'erne.  Stikkene hanstik og hunstik kaldes under et for RCA-stik og på engelsk RCA connector.
RCA-stikket blev oprindeligt brugt til lydsignaler og blev og bliver ofte benyttet som kabling af enheder i stereoanlæg. Som med mange andre stik er det blevet brugt til andre formål end det oprindeligt var beregnet til, herunder som et jævnstrømsstik, et RF-stik og som et stik til højttalerkabler. Dets brug som et stik til sammensatte videosignaler er almindeligt, men giver dårlig impedanstilpasning. RCA-stik og -kabeler bruges også til at overføre S/PDIF-formateret digital lyd.